# 不可達基數
在數學集合論中，不可達基數是一種不可數集的基数，當中此基數並不可透過比其更小之基數的基數算術法則運算而得到，由费利克斯·豪斯多夫在1908年引入。有些數學家並不要求不可達基數為不可數，而在此情況下甚小（在無窮意義上）的阿列夫數{\displaystyle \aleph _{0}}（其為可數），已經足以為不可達基數。

## 存在性
不可達基數的存在性，獨立於ZFC系統，因此在ZFC的骨架下，無法判斷不可達基數是否存在。若要加一公設以保證每一序數必有其不可達基數（i.e. 不可達基數公理），則ZFC系統會被轉為ZFCU系統。